# Ибаков, Магомедхабиб Магомедович
Магомедхабиб (Мухаммадхабиб) Магомедович Ибаков (25 августа 1996, с. Губден, Карабудахкентский район, Дагестан, Россия) —  российский спортсмен, специализируется по ушу. Чемпион Европы по ушу. Мастер спорта России международного класса.

## Спортивная карьера
Уроженец Губдена. Является воспитанником губденской школы ушу, занимается под руководством Магомед-Али Магомедова. В январе 2014 года стал победителем на международном турнире в Тбилиси, среди юношей 17-18 лет. В марте 2015 года в Губдене на первенстве Дагестана среди юниоров получил приз «За волю к победе». В начале февраля 2017 года в Избербаше стал чемпионом Дагестана. В мае 2017 года в Тбилиси стал победителем чемпионата Европы. 26 июня 2017 года ему было присвоено звание мастер спорта России. В мае 2019 года в Москве стал чемпионом Европы. 23 октября 2020 года ему было присвоено звание мастер спорта России международного класса. В апреле 2024 года в Москве, стал бронзовым призёром чемпионата России.

## Спортивные достижения
- Чемпионат Европы по ушу 2017 — ;
- Чемпионат Европы по ушу 2019 — ;
- Чемпионат России по ушу 2024 — ;